# 李済善
李 済善（リ・ジェソン、朝鮮語: 리제선、1938年 - ）は、朝鮮民主主義人民共和国の政治家。原子力工業相、原子力総局総局長、朝鮮労働党中央委員会委員候補などを歴任し、北朝鮮の核開発の責任者として寧辺核施設などを管理した。

## 経歴
1938年に日本統治下の咸鏡北道で生まれた。その後、金日成総合大学で核物理学を学び、1997年8月に原子力総局総局長に任命された。1998年からドゥブナ合同原子核研究所の北朝鮮代表を2014年頃まで務めたが、李が国連制裁対象者であるため、ロシア大使館の外交官が最高意思決定会議に参加したこともあったという。
同年7月に最高人民会議第10期代議員代議員に選出された。2002年12月22日には国際原子力機関が北朝鮮の核施設に設置した監視カメラを撤去するように書簡を送り、同年12月27日には国際原子力機関査察団員を追放することを通告した。2007年4月20日にモハメド・エルバラダイ国際原子力機関事務総長に書簡を送り、六者会合で合意した「2.13合意」を履行する意思はあるが、BDAによって北朝鮮資金が凍結された問題が解決しないため行動できないと伝えた。同年6月には前述のBDA問題が解決したため、国際原子力機関実務代表団を招請した。2009年5月25日に北朝鮮が2回目の核実験を強行したことを受け、7月16日に国際連合安全保障理事会制裁委員会によって制裁対象に指定され、2010年8月30日にはアメリカ政府によって制裁対象に指定された。2010年9月28日に開催された朝鮮労働党第3回党代表者会で、朝鮮労働党中央委員会委員候補に選出され、2011年に金正日総書記が死去した際には、国家葬儀委員会委員に選ばれた。2014年4月9日に開催された最高人民会議第13期第1回会議で原子力総局から改編された原子力工業相に任命された。同年8月20日にはスイス連邦金融市場監督機構によって、特別制裁対象に指定された。2016年に原子力工業相を解任されていたことがわかった。

## 参考サイト
북한정보포털
| 先代 | 原子力工業相2014年 - 2016年 | 次代王昌旭 |